# Karl Alois Fickler

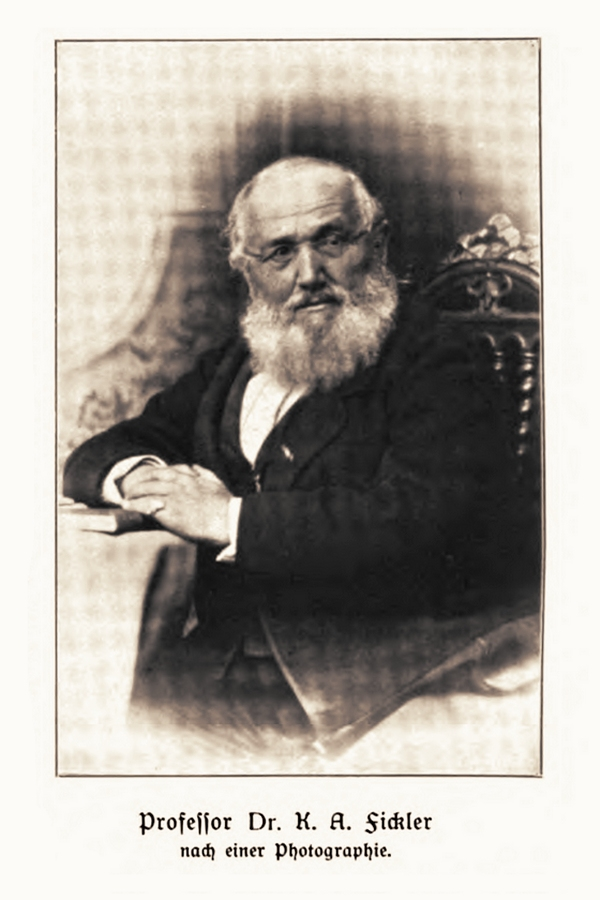
Karl Alois Fickler (1809-1871) nach einer Fotografie

Karl Alois Fickler, auch Carl Aloys Fickler, Carl Borromaeus Alois Fickler, C. B. A. Fickler, (* 8. Mai 1809 in Konstanz; † 18. Dezember 1871 in Mannheim) war ein deutscher Gymnasiallehrer und Historiker. Er war 1849 Verteidiger der Angeklagten der Badischen Revolution in Rastatt.

## Leben
Fickler, Bruder des badischen Agitators Joseph Fickler, stammte aus einer armen Tiroler Familie. Er besuchte das „Lyceum zu Constanz“ und studierte von 1827 bis 1830 Theologie und Philosophie an der Universität Freiburg. Er war 1832 Kaplan und Pädagogiumslehrer in Ettlingen und empfing am 7. September 1831 die Priesterweihe, zog jedoch den Schuldienst vor. 1832 wurde er zum Gymnasialprofessor in Donaueschingen ernannt. Dort war er von 1842 bis 1848 Vorsitzender des Vereins für Geschichte und Naturgeschichte der Baar, des heutigen Baarverein. Karl Alois Fickler war ab 1838 Direktor des Gymnasiums in Donaueschingen, ab 1848 Professor am „Lyceum zu Rastatt“ (Ludwig-Wilhelm-Gymnasium) und ab 1852 in Mannheim. 1854 wurde er Vorstand des Antiquariums in Mannheim und der Pfälzer Bibliothek. Ab 1858 war er Mitglied des Gelehrten-Ausschusses des Germanischen Museums-Vereins in Nürnberg.
Er war nach dem Fall Rastatts 1849 (Badische Revolution, Festung Rastatt) von dem preußischen Kommando mit der Verteidigung der Angeklagten vor Gericht beauftragt worden. Karl Alois Fickler reiste nach der Nachricht über die zweite Verhaftung seines Bruders Joseph Fickler in das Gefängnis nach Hohenasperg, um diesen mit Wäsche und Kleidern zu versorgen. Zudem unterstützte Karl Alois die Familie seines Bruders finanziell. Joseph Fickler kam bald gegen Kaution frei und konnte in die Schweiz fliehen. Im Gegensatz zu seinem Bruder Joseph verkehrte Karl Alois Fickler in konservativen Kreisen. Am nächsten stand ihm der Vaterländische Verein unter der Leitung von Professor Franz Joseph Kuhn.
Karl Alois Fickler hat zahlreiche Arbeiten zu historischen Themen publiziert, insbesondere einige historische Arbeiten über Donaueschingen und das Haus Fürstenberg veröffentlicht, zu dem er enge Beziehungen pflegte. Als sein wichtigstes Werk gilt Quellen und Forschungen zur Geschichte Schwabens und der Ost-Schweiz (1859). Er erhielt 1858 die Auszeichnung „Ritter des preußischen Roten-Adler-Ordens“.

## Schriften (Auswahl)
- Kurze Geschichte der Häuser Fürstenberg, Geroldseck und von der Leyen, Macklot Karlsruhe 1844 (Digitalisat).
- Einiges über die griechischen Frauen im historischen Zeitalter, G. Mohr, Heidelberg 1848, nach Petrus van Limburg-Brouwer
- Tagebuch über die Revolutionsereignisse in Rastatt im Jahre 1849, Papierhandschrift 1849, 62 Bl. (Württembergische Landesbibliothek Stuttgart, Cod.Don.C.IIIb.34) (Digitalisat).
- Geschichte von Mannheim, um 1850
- Heiligenberg in Schwaben, mit einer Geschichte seiner alten Grafen und des von ihnen beherrschten Linzgaues, Macklot, Karlsruhe 1853.
- Der Schwarzwald, der Odenwald, Bodensee und die Rheinberge, 1858
- In Rastatt 1849, mit einem Plane von Rastatt. Hanemann, Rastatt 1853.
- Berthold von Zähringen. Trauerspiel in 5 Akten. Löffler, Mannheim 1855.
- Berhtold der Bärtige, erster Herzog von Zäringen. Bensheimer, Mannheim 1856.
- Odalrich II., Graf von Dilingen-Kiburg, Bischof von Constanz 1110–1127; ein Beitrag zur vaterländischen Geschichte. Schneider, Mannheim 1856.
- Der Schwarzwald, der Odenwald, Bodensee und die Rheinebene. Handbuch für Reisende. Emmerling, Heidelberg 1858 (Digitalisat).
- Quellen und Forschungen zur Geschichte Schwabens und der Ost-Schweiz, Schneider, Mannheim 1859.
- Heidelberg. Stadt, Schloß und Umgebungen. Meder, Heidelberg 1863.
- Führer durch die Stadt Konstanz und die Alterthumshalle im Kaufhause. Stadler, Konstanz 1864.
- Mannheims Vorgeschichte im keltisch-römisch-germanischen Zeitalter. In: Badenia oder das badische Land und Volk. Bd. 3 (1864/66), S. 311–343 (Digitalisat).
- Römische Alterthümer aus der Umgegend von Heidelberg und Mannheim. Buchdruckerei des Kathol. Bürger-Hospitals, Mannheim 1865 (Digitalisat)
- Die erste Zerstörung der Stadt Mannheim 1622. Ein Beitrag zur Geschichte des Dreißigjährigen Krieges am Oberrhein, in: Zeitschrift der Gesellschaft für Beförderung der Geschichts-, Altertums- und Volkskunde von Freiburg, dem Breisgau und den Angrenzenden Landschaften. Bd. 1 (1867/69), S. 299–350 (Digitalisat).
- Vorgeschichte der Stadt Mannheim ca. 300 v. Chr. – 775 n. Chr., um 1870.